# Teresa Kalina
Teresa Kalina z domu Kozak (ur. 7 kwietnia 1952 w Wałczu) – polska nauczycielka i działaczka samorządowa, przewodnicząca Sejmiku Województwa Zachodniopomorskiego IV, V, VI i VII kadencji (2014–2018, od 2023), wiceprzewodnicząca tego gremium w latach 2018–2023.

## Życiorys

### Wykształcenie i działalność zawodowa
Absolwentka historii na Wydziale Humanistycznym Uniwersytetu Mikołaja Kopernika w Toruniu. Ukończyła także studia podyplomowe z zakresu organizacji i zarządzania na Wyższej Szkole Administracji Publicznej w Szczecinie oraz z bibliotekarstwa w Pedagogicznym Studium Bibliotekarstwa w tym samym mieście. Od 1976 pracowała jako wychowawczyni w Państwowym Domu Dziecka nr 3 w Szczecinie, następnie zatrudniona jako nauczycielka historii i bibliotekarka. Od 1991 do 2004 zajmowała stanowisko wicedyrektorki Szkoły Podstawowej nr 59 w Szczecinie, następnie kierowała Gimnazjum nr 29 w Szczecinie.

### Działalność polityczna
W 2002 została członkinią Platformy Obywatelskiej. W wyborach samorządowych w 2006 roku kandydowała z jej list w okręgu nr 1 z 5. miejsca do Rady Miasta Szczecin. Została wybrana na radną z wynikiem 875 głosów (3,14%). W lipcu 2010 złożyła mandat w związku powołaniem na stanowisko dyrektorki Szkoły Podstawowej nr 7 w Szczecinie (z uwagi na niepołączalność funkcji).
W wyborach samorządowych w 2010 kandydowała do Sejmiku Województwa Zachodniopomorskiego z listy PO w okręgu nr 1 z 5. miejsca. Uzyskała mandat z wynikiem 6806 głosów (5,03%). W sejmiku została przewodniczącą Komisji Oświaty, Kultury i Sportu. 18 marca 2014 została powołana przez radnych na przewodniczącą sejmiku IV kadencji, zastąpiła na tym stanowisku Marka Tałasiewicza, który został mianowany na funkcję wojewody.
W wyborach samorządowych w 2014 ponownie kandydowała z ramienia PO do sejmiku, uzyskała reelekcję z wynikiem 3789 głosów (3,14%). 1 grudnia tego samego roku została wybrana na przewodniczącą sejmiku V kadencji. W wyborach w 2018 po raz czwarty uzyskała mandat radnej województwa z wynikiem 4672 głosów (2,54%). W listopadzie tego samego roku została wiceprzewodniczącą sejmiku VI kadencji, została także wiceprzewodniczącą Komisji Rolnictwa i Rozwoju Obszarów Wiejskich oraz członkinią Komisji Budżetu i Spraw Samorządowych, Komisji Rozwoju, Promocji i Współpracy Zagranicznej, Komisja Oświaty, Kultury i Sportu, a także Komisji Doraźnej ds. Odznaki Honorowej Gryfa Zachodniopomorskiego. W wyborach parlamentarnych w 2019 roku bez powodzenia kandydowała do Sejmu (uzyskała wówczas 1955 głosów).
26 kwietnia 2023 radni sejmiku ponownie wybrali ją na funkcję przewodniczącej tego gremium; zastąpiła zmarłą Marię Ilnicką-Mądry. W wyborach w tym samym roku bezskutecznie kandydowała do Sejmu z ramienia KO, otrzymała 3508 głosów (plasując się tym samym na 9. miejscu pod względem liczby głosów oddanych na listę tego komitetu). W 2024 utrzymała mandat radnej sejmiku na okres VII kadencji; dostała 6422 głosy (3,91%). 7 maja tegoż roku została kolejny raz powołana na przewodniczącą tego gremium.

## Wyniki wyborcze
| Wybory | Komitet wyborczy                        | Komitet wyborczy      | Organ                | Okręg                | Wynik        |
| ------ | --------------------------------------- | --------------------- | -------------------- | -------------------- | ------------ |
| 2006   |                                         | Platforma Obywatelska | Rada Miasta Szczecin | nr 1                 | 875 (3,14%)  |
| 2010   | Sejmik Województwa Zachodniopomorskiego | Platforma Obywatelska | nr 1                 | 6806 (5,03%)         |              |
| 2014   | Sejmik Województwa Zachodniopomorskiego | Platforma Obywatelska | nr 1                 | 3789 (3,14%)         |              |
| 2018   | Sejmik Województwa Zachodniopomorskiego |                       | nr 1                 | Koalicja Obywatelska | 4672 (2,54%) |
| 2019   | Sejm IX kadencji                        | nr 41                 | 1955 (0,42%)         | Koalicja Obywatelska |              |
| 2023   | Sejm X kadencji                         | nr 41                 | 3508 (0,63%)         | Koalicja Obywatelska |              |
| 2024   | Sejmik Województwa Zachodniopomorskiego | nr 1                  | 6422 (3,91%)         | Koalicja Obywatelska |              |

## Odznaczenia
W 2018 została odznaczona przez prezydenta Andrzeja Dudę Złotym Medalem za Długoletnią Służbę. Odznaczenie to zwróciła w czerwcu 2023, motywując to sprzeciwem wobec działań tegoż prezydenta.